# Campeonato Capixaba de Futebol Sub-17 de 2021
O Campeonato Capixaba Sub-17 de 2021 foi um torneio futebolístico de categoria de base organizado pela Federação de Futebol do Estado do Espírito Santo (FES).
Foi disputada por treze equipes entre os dias 18 de setembro e 12 de dezembro. Aster Brasil e Porto Vitória, por sua vez, protagonizaram a decisão. Na ocasião, o Porto Vitória venceu pelo placar de 3–1. Com esse resultado, o clube conquistou seu sexto título na história da competição.

## Participantes e regulamento
Na primeira fase, os participantes foram divididos em três grupos regionalizados pelos quais enfrentaram os adversários do próprio chaveamento em embates de turno e returno, acumulando pontos. As duas agremiações melhores colocadas em cada grupo e duas melhores terceiras se classificaram ao término da fase inicial. Já as demais fases adotaram um sistema eliminatório. As treze agremiações que participaram do torneio foram:
- Aster Brasil
- Atlético Itapemirim
- Caxias
- CTE Colatina
- Forte Rio Bananal
- Grêmio Laranjeiras
- Guarapari
- Linhares
- Porto Vitória
- Rio Branco-ES
- Tupy
- Vilavelhense
- Vitória-ES

## Resultados

### Primeira fase

#### Fases finais
|  | Quartas-de-final    | Quartas-de-final    | Quartas-de-final    | Quartas-de-final    |   |               | Semifinais                     | Semifinais                     | Semifinais                     | Semifinais                     |  |  | Final          | Final          | Final          | Final          |
|  | 13 a 23 de novembro | 13 a 23 de novembro | 13 a 23 de novembro | 13 a 23 de novembro |   |               | 27 de novembro a 7 de dezembro | 27 de novembro a 7 de dezembro | 27 de novembro a 7 de dezembro | 27 de novembro a 7 de dezembro |  |  | 12 de dezembro | 12 de dezembro | 12 de dezembro | 12 de dezembro |
|  |                     |                     |                     |                     |   |               |                                |                                |                                |                                |  |  |                |                |                |                |
|  | Atlético Itapemirim | 0                   | 1                   | 1                   |   |               |                                |                                |                                |                                |  |  |                |                |                |                |
|  | Rio Branco-ES       | 0                   | 1                   | 1                   |   |               |                                |                                |                                |                                |  |  |                |                |                |                |
|  | Rio Branco-ES       | 0                   | 1                   | 1                   |   | Rio Branco-ES | 1                              | 1                              | 2                              |                                |  |  |                |                |                |                |
|  |                     |                     |                     |                     |   | Rio Branco-ES | 1                              | 1                              | 2                              |                                |  |  |                |                |                |                |
|  |                     | Aster Brasil        | 1                   | 4                   | 5 |               |                                |                                |                                |                                |  |  |                |                |                |                |
|  | Vilavelhense        | Aster Brasil        | 1                   | 4                   | 5 | 0             | 0                              | 0                              |                                |                                |  |  |                |                |                |                |
|  | Vilavelhense        |                     |                     |                     |   | 0             | 0                              | 0                              |                                |                                |  |  |                |                |                |                |
|  | Aster Brasil        | 5                   | 1                   | 6                   |   |               |                                |                                |                                |                                |  |  |                |                |                |                |
|  |                     |                     |                     |                     |   |               |                                |                                |                                |                                |  |  | Aster Brasil   | 1              |                |                |
|  |                     |                     | Porto Vitória       | 3                   |   |               |                                |                                |                                |                                |  |  |                |                |                |                |
|  | Forte Rio Bananal   | 1                   | 0                   | 1                   |   |               |                                |                                |                                |                                |  |  |                |                |                |                |
|  | Vitória-ES          | 4                   | 3                   | 7                   |   |               |                                |                                |                                |                                |  |  |                |                |                |                |
|  | Vitória-ES          | 4                   | 3                   | 7                   |   | Vitória-ES    | 1                              | 0                              | 1                              |                                |  |  |                |                |                |                |
|  |                     |                     |                     |                     |   | Vitória-ES    | 1                              | 0                              | 1                              |                                |  |  |                |                |                |                |
|  |                     | Porto Vitória       | 2                   | 1                   | 3 |               |                                |                                |                                |                                |  |  |                |                |                |                |
|  | Guarapari           | Porto Vitória       | 2                   | 1                   | 3 | 0             | 0                              | 0                              |                                |                                |  |  |                |                |                |                |
|  | Guarapari           |                     |                     |                     |   | 0             | 0                              | 0                              |                                |                                |  |  |                |                |                |                |
|  | Porto Vitória       | 3                   | 16                  | 19                  |   |               |                                |                                |                                |                                |  |  |                |                |                |                |

- Em itálico, os clubes que possuem o mando de jogo na partida de ida. Em negrito, os vencedores do confronto.